# Zubkowyczi
Zubkowyczi (ukr. Зубковичі) – wieś na Ukrainie, w obwodzie żytomierskim, w rejonie olewskim, nad Uborcią. W 2001 roku liczyła 1643 mieszkańców.